# Enrico Colombotto Rosso

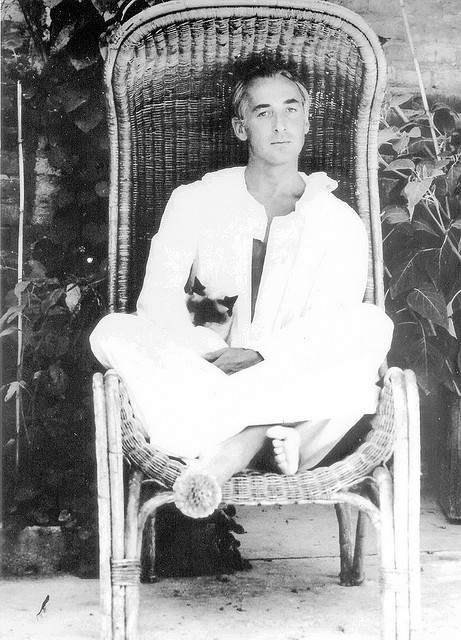
Enrico Colombotto Rosso e il suo gatto Lilli

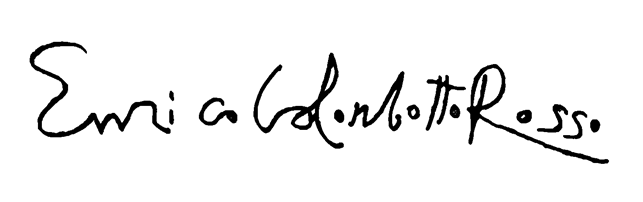
La firma di Enrico Colombotto Rosso

Enrico Colombotto Rosso (Torino, 7 dicembre 1925 – Casale Monferrato, 16 aprile 2013) è stato un pittore italiano.
(Vittorio Sgarbi, Surrealismo Padano, Da De Chirico a Foppiani, 1915-1986, Palazzo Gotico, Piacenza, marzo-giugno 2002)

## Biografia
Enrico Colombotto Rosso nasce a Torino (con il fratello gemello Edoardo) il 7 dicembre 1925 da madre toscana e padre ligure. Fin da bambino manifesta la propensione per il disegno e studia da autodidatta le tecniche espressive. Fra i 15 e i 19 anni frequenta una piccola cerchia di poeti e letterati, scrive poesie e segue da vicino l'ambiente artistico e culturale torinese.

### Il mancato ingresso all'Accademia Albertina
All'età di quindici anni, subito dopo la fine della seconda guerra mondiale, il padre di Enrico Colombotto Rosso decise che il figlio poteva fare l'artista se avesse preso il diploma all'Accademia Albertina. Purtroppo venne bocciato subito all'esame di ammissione.
(Enrico Colombotto Rosso, Gli 85 anni di Colombotto Rosso, di Renato Rizzo, in La Stampa, 9 dicembre 2010.)
In seguito alla delusione per il mancato ingresso all'Accademia, iniziò a lavorare nella fabbrica di famiglia, successivamente fece svariati lavori, tra i quali: l'elettricista, il magazziniere, lavorò al tornio, in Fiat e per ultimo in banca. In seguito alla morte del padre ereditò una piccola somma che gli permise di fare della pittura il suo mestiere. Tentò per la seconda volta l'ingresso all'Accademia, ma fu nuovamente bocciato.

(Enrico Colombotto Rosso, Vite in Mostra - Venti maestri piemontesi si raccontano per i dieci anni di Sala Bolaffi (1998-2008), di Federico Faloppa, Giulio Bolaffi Editore, 2009)

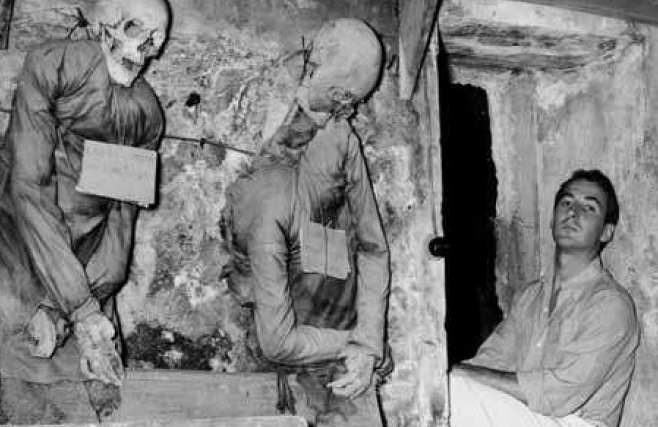
Enrico Colombotto Rosso nelle Catacombe dei Frati Cappuccini a Palermo nel 1957

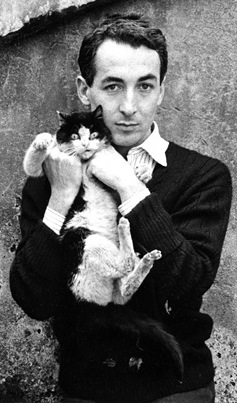
Enrico Colombotto Rosso a Roma nel 1957.

Diventa uno dei protagonisti di spicco dell'ambiente pittorico torinese. Attraverso un'arte difficile da comprendere, fortemente influenzata dagli ambienti tristi e plumbei della Torino del primo Novecento; neosurrealista, si richiama ad influenze secessioniste e neo-Liberty rifugiandosi nel minuzioso e sontuoso decorativismo che fa da sfondo a figure esili e macabre. I soggetti dei suoi quadri sono pervasi da inquietudine e tensione, da una ricerca tesa verso tematiche di morte che, nella raffigurazione di scheletri, figure esanimi, camere a gas e campi di concentramento, rimanda alla più grande tragedia della storia, seppur mantenendo un accenno di vita, riproposto nei volti infantili di neonati e bambole. Molti dei suoi personaggi appartengono ad un'umanità tetra e deforme, quasi sicuramente provenienti da una realtà disperata quale quella più volte incontrata nei corridoi della Casa d'Accoglienza del Cottolengo di Torino e alle frequenti visite al Museo di antropologia criminale Cesare Lombroso.
(Enrico Colombotto Rosso, Vite in Mostra - Venti maestri piemontesi si raccontano per i dieci anni di Sala Bolaffi (1998-2008), di Federico Faloppa, Giulio Bolaffi Editore, 2009)

### L'amicizia con Leonor Fini e il movimento Surfanta
Nel 1948 incontra Mario Tazzoli, banchiere e appassionato di pittura, col quale stringerà una lunga amicizia e aprirà a Torino la galleria "Galatea" in via Viotti, nei locali dell'antiquario Filippo Giordano delle Lanze, dove verranno trattati artisti come Giacometti, Bacon, Balthus, Klimt, Schiele.
(Enrico Colombotto Rosso, Vite in Mostra - Venti maestri piemontesi si raccontano per i dieci anni di Sala Bolaffi (1998-2008), di Federico Faloppa, Giulio Bolaffi Editore, 2009)
I temi dominanti della sua pittura sono anticipati dalla "Piccola storia per un bambino che aveva grandi orecchi e piccole zampe", scritta in questo periodo che sarà edita da Giorgio Tacchini solo nel 1981 con il titolo di "Storie di Maghe per adulti".

Leonor Fini insieme a Enrico Colombotto Rosso che finge di imitarla nel dipinto di un gatto

Sul finire degli anni quaranta, Colombotto Rosso inizia a viaggiare e, a Parigi, entra nella cerchia di amicizie di Leonor Fini e Fabrizio Clerici, Max Ernst, Dorothea Tanning, Jacques Audiberti, personaggi padroni già della scena internazionale e molto vicini a lui per la loro espressione artistica; queste amicizie dureranno tutta la vita e in particolare con Leonor Fini che individuando in lui un talento unico lo sprona a dedicarsi esclusivamente all'arte. L'amicizia fra Colombotto Rosso e la Fini durò fino alla morte di lei, ed è testimoniata da un carteggio di circa cinquecento lettere.
(Enrico Colombotto Rosso, LEONOR FINI, BELLEZZA ED EROS SURREALISTA, La vetrina dell'Arte, 2007)

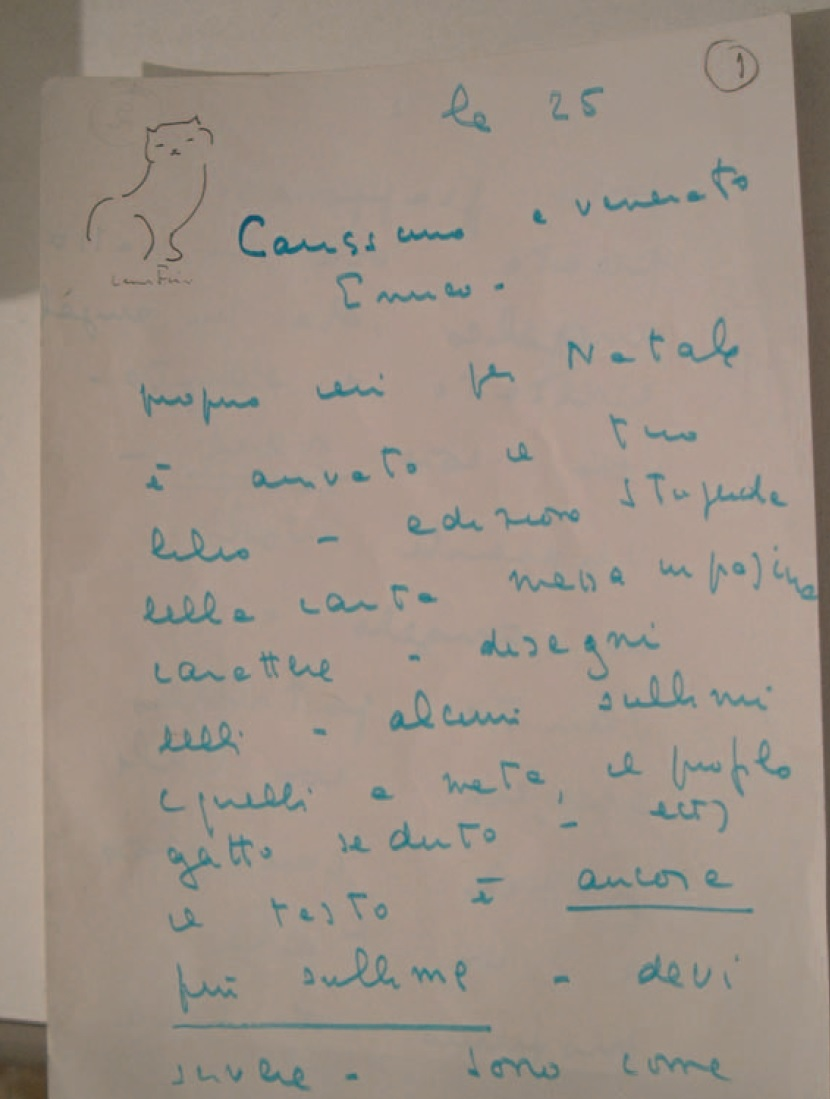
Una lettera inviata da Leonor Fini all'amico Enrico Colombotto Rosso.

Negli anni cinquanta lo studio di Leonor Fini, in Rue Payenne, era frequentato dai personaggi più eterogenei, noti e meno noti. Fra questi, oltre al giovane Colombotto Rosso, figurano alcuni talenti, come Stanislao Lepri, romano, diplomatico e pittore surrealista; Constantin Jelenski, di origine polacca, umanista e letterato; Héctor Bianciotti, che fu per molti anni segretario della Fini. Oltre agli abituali contatti parigini, il gruppo trascorreva periodi di vacanze creative a Nonza, in Corsica, alloggiando precariamente in un monastero semi diroccato, in prossimità del mare. La Fini dedicava ai suoi amici ritratti di intensa e affettuosa partecipazione. Colombotto Rosso scattava immagini fotografiche di rara bellezza in cui risaltava tutto il fascino, ombroso ed inquietante, della Fini, nell'incanto del luogo, reso assoluto dalla luce mediterranea. Con il fitto epistolario della pittrice, le istantanee di Enrico Colombotto Rosso sono un documento unico di quelle occasioni magiche, testimonianza di un'epoca felicemente vissuta all'insegna della fantasia.
(Enrico Colombotto Rosso, Vite in Mostra - Venti maestri piemontesi si raccontano per i dieci anni di Sala Bolaffi (1998-2008), di Federico Faloppa, Giulio Bolaffi Editore, 2009)

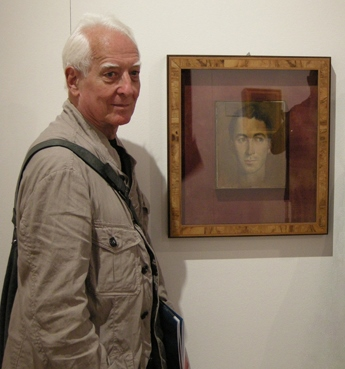
Enrico Colombotto Rosso vicino al ritratto realizzato per lui dall'amica Leonor Fini. Esposto al Museo Revoltella di Trieste in occasione della mostra dedicata alla pittrice di origini italiane nel 2009, di fronte a lui, nella foto originale, tagliato, vi è anche l'artista Eros Renzetti, già allievo di Leonor Fini e Fabrizio Clerici e grande amico di Enrico Colombotto Rosso. Foto di Marco Mestichella

...Il suo primo amore fu Stanislao Lepri, conosciuto ad un ballo a Montecarlo dove lui era ambasciatore, fu lei a convincerlo a dipingere. Poi incontrò lo scrittore polacco Costantino Jelensky e fu la vera passione. Viveva con entrambi sotto lo stesso tetto ma dormiva solo con il polacco.»
(Enrico Colombotto Rosso, LEONOR FINI, BELLEZZA ED EROS SURREALISTA, La vetrina dell'Arte, 2007)
Nell'inverno del 1958, Enrico Colombotto Rosso è a Parigi, ospite di Lepri, nel cui studio, in Rue Vieille-du-Temple, ha occasione di incontrare Jean Genet. Nello stesso periodo, Lepri e Jelenski eseguono a quattro mani un collage in rilievo per farne dono al Colombotto Rosso in occasione dell'imminente compleanno. In una scatola di cartone collocano un frammento di un'antica scultura lignea cerata a simulare le spoglie di una piccola santa martire: una sorta di mummia o di feticcio circondato da un multiforme arredo funebre, composto da conchiglie e altri oggetti di fantasia. La composizione, sebbene si ispiri allo spirito devozionale e macabro dei reliquiari settecenteschi, non manca di humour nero e ostenta una palese intenzione dissacrante. Genet – secondo la testimonianza di Lepri – dimostra curiosità e interesse per l'intelligente invenzione ludica, collabora alla sua esecuzione e conia per la minuscola martire il nome di Sainte Hosmose. Al suo rientro in Italia, Colombotto Rosso porta la “reliquia” nel suo studio torinese e, nell'aprile del 1959, riceve da Lepri il manoscritto con cui Genet narra, divertito, la grottesca vicenda della santa, ispirandosi arbitrariamente alla Leggenda Aurea di Jacopo da Varagine. Nel 1960-61, Colombotto Rosso – che ha ancora modo di rivedere Genet a Torino, durante un suo breve soggiorno per incontrare l'editore Einaudi – traduce in pittura la “fiaba” concepita dallo scrittore francese. Dipinge tre varianti sul tema che, esposte a Roma, sono acquistate dall'attore cinematografico statunitense E.G. Robinson per la sua collezione. Il testo di Genet rimane inedito fino al 1964, quando viene pubblicato sulla rivista letteraria “Il Delatore” nella traduzione di Stanislao Lepri. Molti anni dopo, nel 1998, da un'idea di Colombotto Rosso, viene pubblicato un volumetto dal nome "Sainte Hosmose", che contiene un testo pressoché inedito di Jean Genet a lui dedicato.
La sua irrequietezza ed il desiderio di conoscenza lo conducono attraverso l'Europa, da Madrid a Vienna a Londra a Stoccolma fino agli Stati Uniti, a New York, dove ha occasione di conoscere e stringere nuove importanti amicizie nell'ambiente artistico che si chiamavano John Huston, Eugène Jonesco, Andy Warhol, Albrecht Becker, Federico Fellini, Anna Magnani.

Considerato tra i Maestri del Surfanta, un movimento artistico torinese “Surrealismo e Fantasia” nato nel 1964 dall'idea del pittore surrealista Lorenzo Alessandri di riunire, per fronteggiare la paura e il vuoto culturale determinati dalla guerra, pittori ed amanti dell'arte attorno ad un luogo simbolico e di lavoro denominato Soffitta Macabra. Che vede coinvolti artisti come Abacuc (Silvano Gilardi), Lamberto Camerini, Giovanni Macciotta, Mario Molinari e Raffaele Pontecorvo e pensatori come Gianluigi Marianini, Alberto Cesare Ambesi e Peter Kolosimo. La nascita del periodico omonimo permise al gruppo la pubblicazione degli scritti e, soprattutto, delle opere grafiche degli artisti coinvolti. In questo periodo, inoltre vengono organizzate esposizioni degli artisti del gruppo in Europa e negli Stati Uniti come testimonianza di una maggiore apertura verso le esperienze surreali e fantastiche europee, con artisti olandesi, francesi e dell'Europa orientale. Il movimento si scioglierà nel 1972.

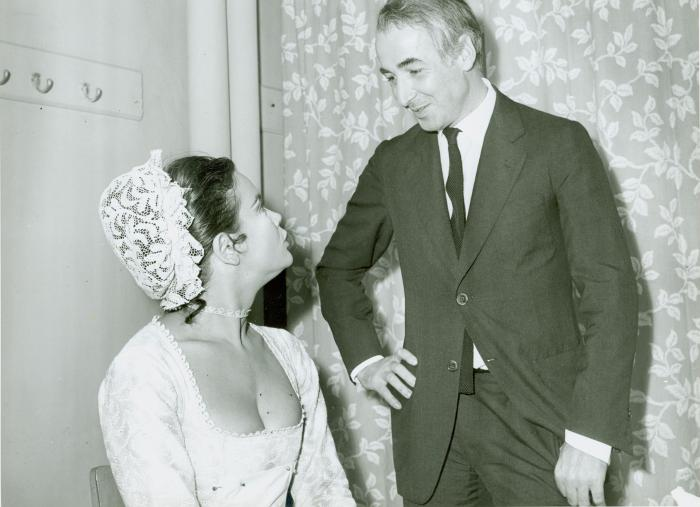
Enrico Colombotto Rosso incontra Valeria Moriconi nel camerino del Teatro Carignano durante le recite de
La locandiera, il 24 ottobre 1965.

### Colombotto Rosso e il teatro
Nel frattempo espone, con mostre personali, nelle più prestigiose sedi pubbliche e private. È regolarmente presente con le sue opere agli appuntamenti d'arte più noti, sia in Italia che in altri Paesi europei e negli Stati Uniti. All'estero la sua arte è molto apprezzata, espone a Sydney in occasione dell'"Italian Parade", a Parigi, presso la Galerie de Seine, ad Amburgo per il "Kongress Für die Freiheit der Kultur", a Madrid, presso la Sala de Exposiciones de la Dirección General de Bellas Artes, a Londra per la Seven Arts Gallery, a Tokyo per il "3rd International Young Artists Exibition" e a Zurigo, presso la Galleria Alessandro Roesle.

Una scena dell'opera "Il gioco dell'epidemia" di Jonesco, in scena al teatro Gobetti di Torino nel gennaio 1971. I costumi e la scenografia sono curati dal Maestro Colombotto Rosso.

La sua «corte dei miracoli», il suo «mondo stravolto», come li definisce Testori, affascinano il pubblico e la critica. Quello del Maestro è un universo caratterizzato da un onirismo grottesco, drammatico e sensuale. Elementi macabri e visionari si ritrovano anche nelle scenografie teatrali, realizzate per "Le jeu du massacre" di E. Jonesco, per "Salomè" di O. Wilde e per la "Danza di morte' di A. Strindberg: qui la vena decorativa e neosecessionista dell'artista ha modo di esprimersi in realizzazioni in cui la decadenza e la morte si trasfigurano nel segno di una preziosa raffinatezza.
Tra il 1969 e il 1970 riscuotono grande interesse le scenografie e i costumi curati dal Maestro per "Il gioco dell'epidemia" di Jonesco, e "La gallinella acquatica" di Witkiewicz, in scena al teatro Gobetti di Torino.
(Claudio Malberti, Quanta sofferenza umana in quei presagi di morte, il Sole-24 ore, 24 novembre 1985.)

### Camino e il Monferrato

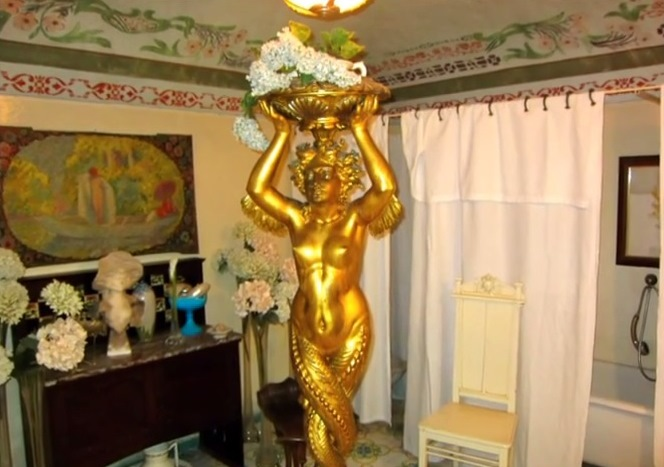
Un particolare di una delle camere della casa-museo di Camino

Nel 1991 lascia Torino per stabilirsi definitivamente a Camino, in provincia di Alessandria, dove inizia una nuova vita di intenso lavoro artistico, mentre si occupa meno del mercato e dell'attività espositiva. Crea le sue opere nella misteriosa ed affascinante casa tra le splendide colline del Monferrato, coltivando il suo fantastico giardino sempre colmo di fiori bianchi e nuove piante, cimitero di ricordi e di gatti che lo hanno accompagnato nell'arte e nella vita quotidiana, celebri i suoi gatti disegnati a china. Il poeta e amico Raffaele Carrieri la definì "un bordello di lusso, ma senza puttane". La casa di Camino è diventata un museo visitabile grazie alla Fondazione Enrico Colombotto Rosso.
(Enrico Colombotto Rosso, Vite in Mostra - Venti maestri piemontesi si raccontano per i dieci anni di Sala Bolaffi (1998-2008), di Federico Faloppa, Giulio Bolaffi Editore, 2009)

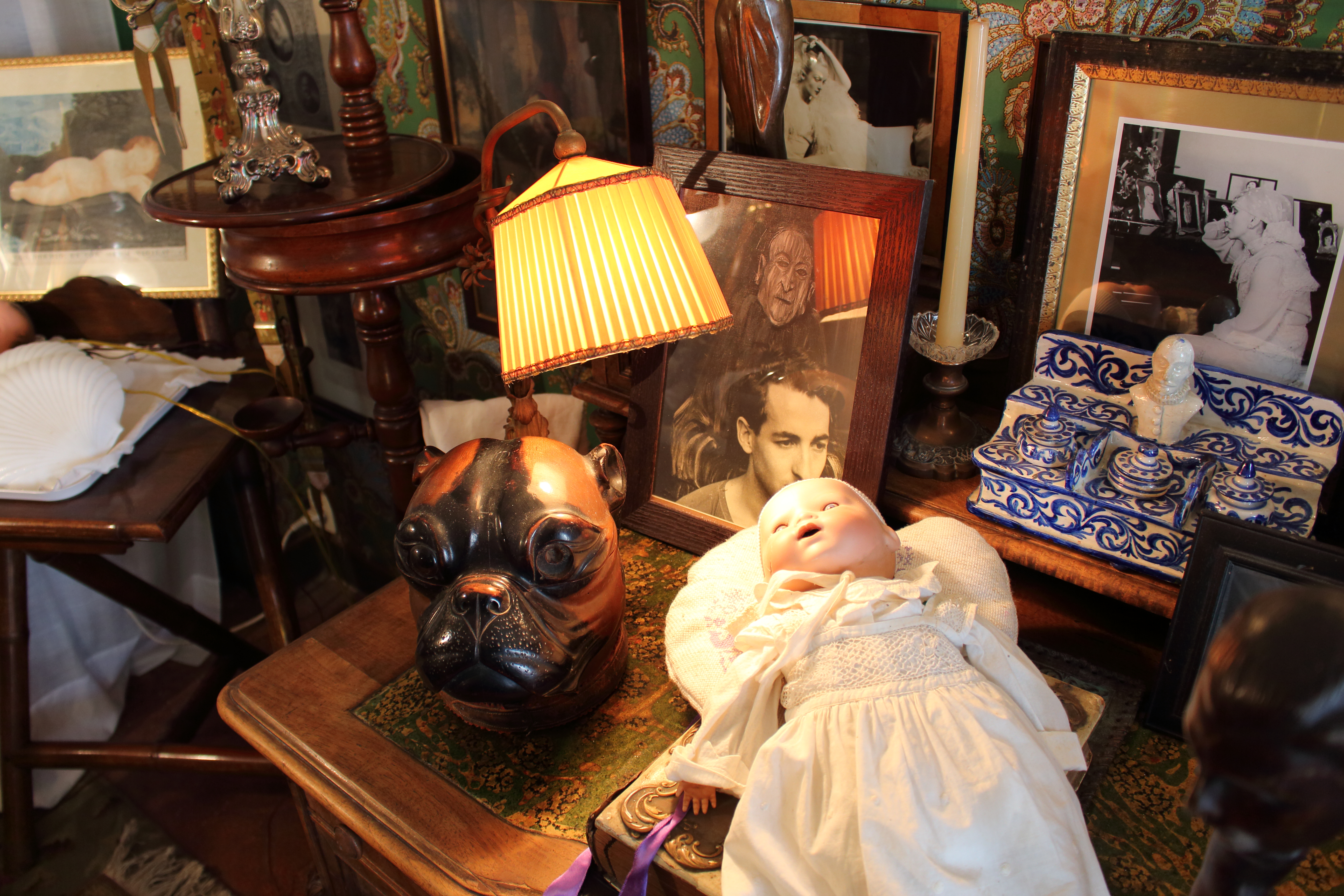
Particolare della casa museo di Camino.

Realizza opere molto grandi, come il disegno intitolato "Ossessione" iniziato nel 1992 e terminato nel giro di un anno, alto due metri e lungo un chilometro. È in questo momento che si libera totalmente dalle esigenze del mercato ed ha così la possibilità di creare solo opere di carattere museale, non solo per le grandi dimensioni, ma soprattutto perché sono totalmente e autenticamente quelle che la sua immaginazione crea senza condizioni: sono immagini molto forti e spesso crude, se non violente per i colori, gli accostamenti (rossi sanguinei, neri, argenti) e le espressioni delle figure che "urlano" tutto il dramma interiore inconfessato dell'umanità.
Nel 2000 la Regione Piemonte organizza una sua grande mostra antologica a Torino, presso la Sala Bolaffi. Nel 2002 è invitato da Vittorio Sgarbi a partecipare alla mostra Surrealismo padano - Da De Chirico a Foppiani, 1915-1986. Nel 2003 un'altra importante antologica ordinata presso il Panorama Museum a Bad Frankenhausen in Germania. Nel 2005 partecipa alla mostra Il Male - Esercizi di pittura crudele, curata da Vittorio Sgarbi presso la Palazzina di caccia di Stupinigi.

### La morte
È morto il 16 aprile 2013, all'età di 87 anni, all'ospedale Santo Spirito, di Casale Monferrato dove era stato ricoverato per disturbi cardiaci. I funerali si sono celebrati, presso la chiesa parrocchiale di Camino, nel paese in cui da anni risiedeva, nel cui cimitero il corpo è stato tumulato.
(Enrico Colombotto Rosso)
Innumerevoli i critici e letterati che fin dagli anni cinquanta hanno scritto pagine poetiche su Enrico Colombotto Rosso e sul mistero che si cela dietro la sua opera, quel realismo visionario che sprofonda l'osservatore in un tuffo verso l'ignoto. Tra i tanti ricordiamo Libero De Libero, Alain Jouffroy, Luigi Carluccio, Guido Ceronetti, Giovanni Testori, Carlo Munari, Rossana Bossaglia, Janus.
(Enrico Colombotto Rosso, Il Macabro e il Sublime, di Marina Rota, in Piemonte Mese, giugno 2008)
Numerose sue opere si trovano esposte a Villa Vidua di Conzano, nella sala consigliare del comune di Camino e al Deposito Museale di Pontestura dove ha lasciato più di 150 opere storiche che formano una collezione museale unica. Nel 2012 Colombotto Rosso aveva proposto di trasferire la sua fondazione (con oltre 100 dipinti e varie sue opere) nel comune di Mathi (TO). Ma il Consiglio Comunale declinò la proposta con una delibera in cui viene evidenziata la causa del rifiuto per "La crisi economica che ha avuto ripercussioni negative sul bilancio comunale".
Colombotto Rosso era cittadino onorario di Traversella e di Conzano.

## Opere
Tra le opere più famose del maestro si possono elencare:

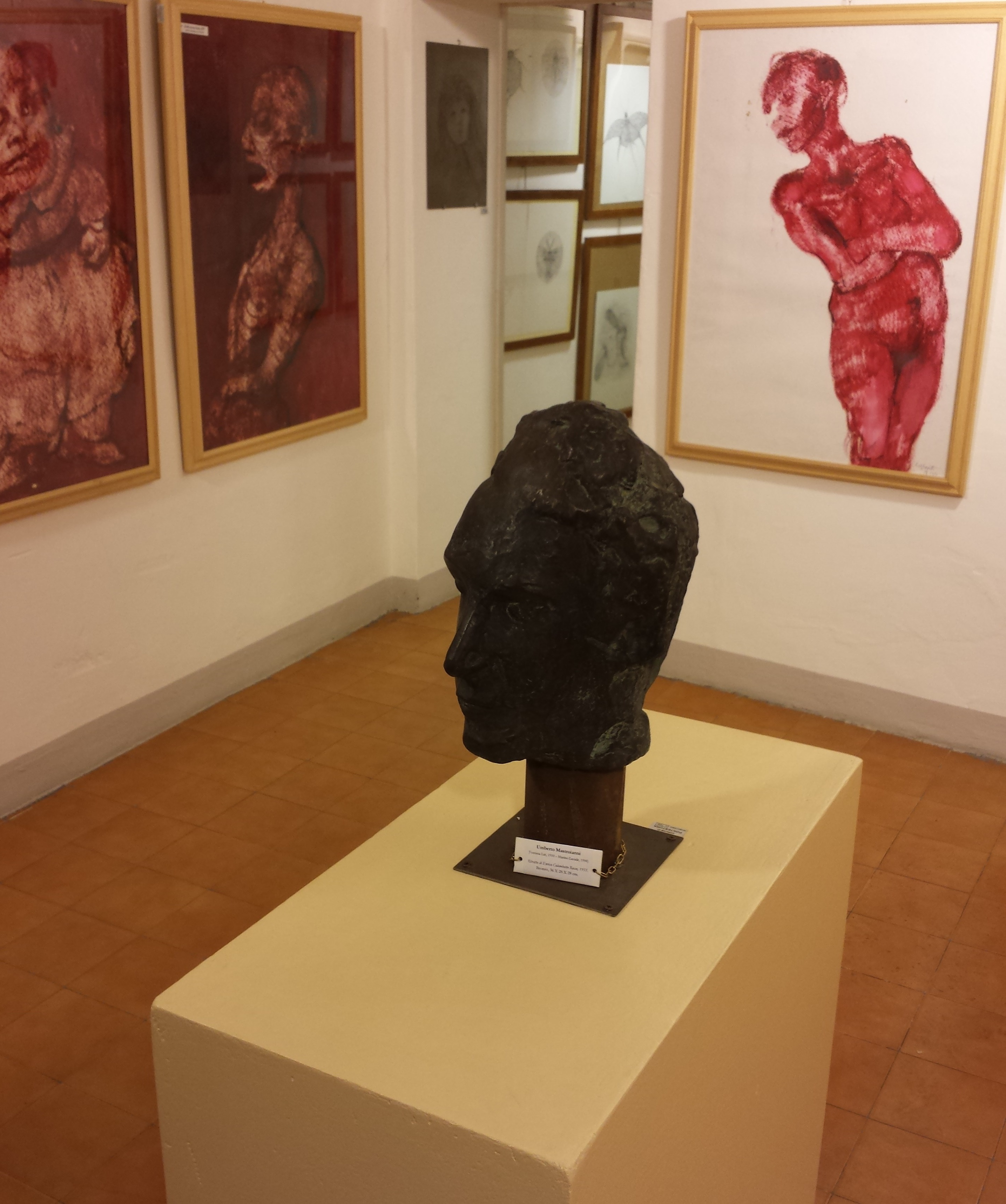
Una delle sale del Deposito Museale di Pontestura con i quadri di Colombotto Rosso e la scultura in bronzo del Mastroianni.

- Cottolengo (1953) - china e tempera su carta, 38 x 24 cm - Museo d'Arte moderna e contemporanea Aosta
- Vecchio con rosa (1954) - olio e tempera su faesite, 65 x 40 cm
- Due cadaveri (1955) - olio su tela, 50 x 60 cm
- Mendicante (1955) - olio su tela, 40 x 40 cm
- Pazza (1955) - olio su tela, 100 x 65 cm
- Vecchia con cuffia (1955) - olio su tela, 60 x 50 cm
- Vedova (1955) - olio su tela, 50 x 40 cm
- Viso di bambina (1955) - olio su tela, 35 x 25 cm
- Il ragazzo di Edimburgo (1956) - olio su tela, 150 x 150 cm
- Nana (1956) - olio su tela, 100 x 65 cm
- Via Crucis (1956) - china su carta, 64 x 45 cm
- Danza (Nudi) (1957) - olio su tela, 100 x 65 cm
- Il Treno (Deportati) (1957) - olio su tela, 100 x 65 cm
- Le tre sorelle (1957) - olio su tela, 150 x 150 cm - Fondazione Enrico Colombotto Rosso
- L'urlo (1957) - olio su tela, 178 x 120 cm - Roma, collezione privata[17]
- Prigioniera (1957) - olio su tela, 100 x 90 cm
- I due gemelli (1958) - ilio su tela, 150 x 90 cm
- Incendio (1958) - olio su tela, 150 x 110 cm
- Melanconia (1958) - olio su tela, 150 x 150 cm - Fondazione Enrico Colombotto Rosso
- Decapitata (1959) - olio su tela, 50 x 40 cm
- Il prato (1959) - olio su tela, 150 x 150 cm
- Il velo (1959) - olio su tela, 60 x 50 cm
- Testa di ragazza (1959) - olio su tela, 60 x 40 cm - Deposito Museale di Pontestura
- La sposa (1960) - olio su tela, 150 x 150 cm
- Lo specchio (1960) - olio su tela, 150 x 150 cm
- Macarena (1960) - olio su tela, 160 x 90 cm
- Testa a fondo rosso (1960) - olio su tela, 50 x 40 cm - Fondazione Enrico Colombotto Rosso
- Mummia messicana (1961) - olio su tela, 80 x 80 cm
- Notturno (1961) - olio su tela, 150 x 150 cm
- Santa in cera con angeli (1961) - olio su tela, 160 x 100 cm - Fondazione Enrico Colombotto Rosso
- Scheletro (1961) - olio su tela, 150 x 80 cm
- Sogno (1962) - olio su tela, 150 x 150 cm
- Nudo verde (1962) - olio su tela, 90 x 130 cm - Fondazione Enrico Colombotto Rosso
- Il giardino (L'uovo) (1963) - olio su tela, 150 x 150 cm - Fondazione Enrico Colombotto Rosso
- Beatitudine (1965) - olio su tela, 160 x 100 cm
- La Madonna del gatto (1965) - olio su tela, 150 x 100 cm - Fondazione Enrico Colombotto Rosso
- Bambola sul sofà (1967) - olio su tela, 120 x 120 cm - Fondazione Enrico Colombotto Rosso
- Confusione (1967) - olio su tela, 120 x 120 cm - Fondazione Enrico Colombotto Rosso
- La governante (1967) - olio su tela, 150 x 150 cm - Fondazione Enrico Colombotto Rosso
- Mostro (1967) - olio su tela, 100 x 75 cm
- Nani (1967) - olio su tela, 100 x 100 cm - Fondazione Enrico Colombotto Rosso
- Bambina con bambola (1968) - olio su tela, 150 x 90 cm - Fondazione Enrico Colombotto Rosso
- Cantante (1970) - olio su faesite, 124 x 94,9 cm - Deposito Museale di Pontestura
- Icona (1970) - olio su tela, 100 x 100 cm
- Regina (1970) - olio su tela, 210 x 110 cm - Fondazione Enrico Colombotto Rosso
- Uomo urlante (Testa) (1970) - olio su tela, 70 x 70 cm - Deposito Museale di Pontestura
- Ritratto (Nudo con scodella) (1973) - olio su cartone, 105 x 73 cm
- Marina (Cordova) (1975) - olio su tela, 100 x 150 cm
- Mostro (1975) - olio su cartone, 104 x 73 cm
- Natura morta con teschi (1975) - olio su cartone, 72 x 104 cm
- Bambino con l'uovo (1978) - olio su tela, 100 x 65 cm
- Studio di Teste (1980) - olio su tela, 100 x 100 cm - Collezione Civica d'Arte di Palazzo Vittone a Pinerolo (TO)
- Figura con straccio (1985) - olio su tela, 100 x 100 cm
- Figura con scodelle (1986) - olio su cartone, 104 x 73 cm
- La calla (1986) - olio su tela, 100 x 65 cm - Museo d'Arte moderna e contemporanea Aosta
- Le calle (Natura morta) (1987) - olio su tela, 100 x 100 cm - Deposito Museale di Pontestura
- Libellula (1987) - olio su tela, 140 x 60 cm
- Natura morta con rose (1987) - olio su tela, 100 x 100 cm
- L'Uovo (1988) - olio su tela, 100 x 100 cm
- Donna con cane (1989) - china e fondo oro su carta, 150 x 100 cm - Deposito Museale di Pontestura
- Il tavolo rotondo (1989) - olio su tela, 120 x 120 cm - Fondazione Enrico Colombotto Rosso
- Impiccato (1989) - china e fondo oro su carta, 150 x 100 cm - Deposito Museale di Pontestura
- Maria Antonietta (1989) - olio su tela, 120 x 120 cm
- Natura morta con il sole (1989) - olio su tela, 100 x 100 cm
- Ortensie (1989) - olio su tela, 100 x 100 cm
- Nudi (Trittico, paravento) (1990) - olio su cartone, ogni pannello 103 x 72 cm - Deposito Museale di Pontestura
- Lo spettro di Loie Fuller (1994-1995) - olio su tela, 90 x 90 cm
- Cristo alato e sole rosso (1995-1996) - olio su cartoncino colorato, 150 x 150 cm
- Icaro (Metamorfosi) (1995-1996) - olio su cartoncino colorato, 150 x 150 cm
- La cornacchia (1995) - olio su cartone, 170 x 100 cm
- Bambini con gatti (1996) - olio su cartoncino, 100 x 173 cm - Deposito Museale di Pontestura
- Figura rossa (1996) - olio su tela, 150 x 50 cm - Panorama Museum di Bad Frankenhausen (Germania)
- Nudo nelle alghe (1996) - olio su tela, 150 x 50 cm
- Ofelia (1996) - olio su tela, 100 x 160 cm
- Strega (1996) - olio su cartoncino, 148 x 116 cm - Deposito Museale di Pontestura
- Uomo alato (1996) - olio su cartoncino, 173 x 100 cm - Deposito Museale di Pontestura
- Amleto (1997) - olio su cartoncino, 150 x 105 cm - Deposito Museale di Pontestura
- Uomo seduto sui teschi (1997) - olio su cartoncino, 210 x 75 cm - Deposito Museale di Pontestura
- Figura pensierosa (2000) - tempera su cartoncino, 100 x 70 cm - Deposito Museale di Pontestura
- Egizia (2003) - tempera su tela, 100 x 70 cm - Museo Egizio di Torino
- Goffo vecchio con donna di cui è innamorato (2003) - china su carta, 40 x 50 cm
- Il riposo della danzatrice (2003) - terracotta policroma, 37 x 162 cm - Museo Egizio di Torino
- La farfalla del Nilo (2003) - tecnica mista su tela. 217 x 227 cm - Museo Egizio di Torino
- Scambio dei sessi (2003) - china su carta, 40 x 50 cm
- Pinocchio (2005) - olio su tela, 10 x 65 cm - Torino, collezione privata
- I quadri con i volti appesi in casa della sensitiva Helga Ullman (Macha Méril) nel film "Profondo rosso" del regista Dario Argento.[18][19] sono copie delle opere di Colombotto Rosso.[20]

### Produzione eterogenea
- Tre opere del Maestro Colombotto Rosso furono utilizzate per illustrare le copertine della famosa rivista teatrale Il dramma. "Teresa-Angelica" per la copertina del numero di luglio del 1954, "Spirito perverso della Marchesa di Merteuil" per la copertina del numero di settembre del 1954 e "Espressione della donna del <<Diario>> " per la copertina del numero di ottobre del 1962.[21]
- Nel 2001 partecipa alla prima edizione di RisAlto, con il mosaico "Custode delle acque".[22]
- Nel 2003 realizza un dipinto su mattonella in cotto (30 x 30 cm) per la decima Esposizione Nazionale d'Arte del Museo Epicentro di Barcellona Pozzo di Gotto.[23]
- Nel 2004 disegnò il drappellone del Palio di Asti[24] vinto dal Borgo Torretta e custodito nella Cappella dei Palii del periodo moderno all'interno della Collegiata di San Secondo. Il drappellone del Palio di Asti realizzato da Enrico Colombotto Rosso nel 2004 custodito nella Collegiata di San Secondo.

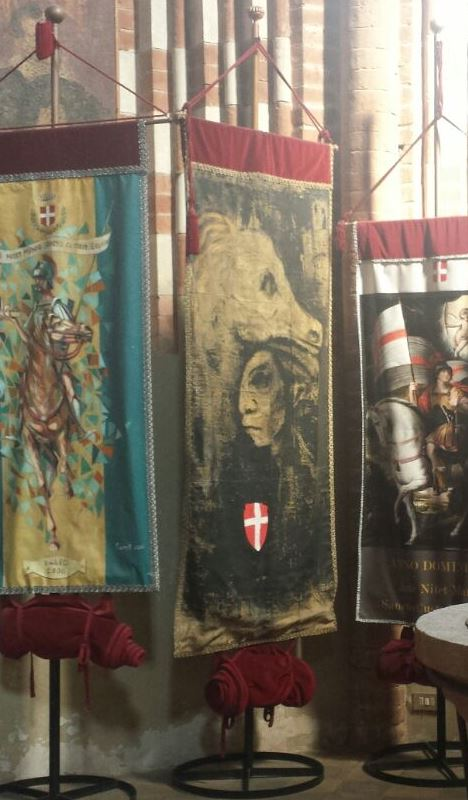
Il drappellone del Palio di Asti realizzato da Enrico Colombotto Rosso nel 2004 custodito nella Collegiata di San Secondo.

## Enrico Colombotto Rosso nei Musei

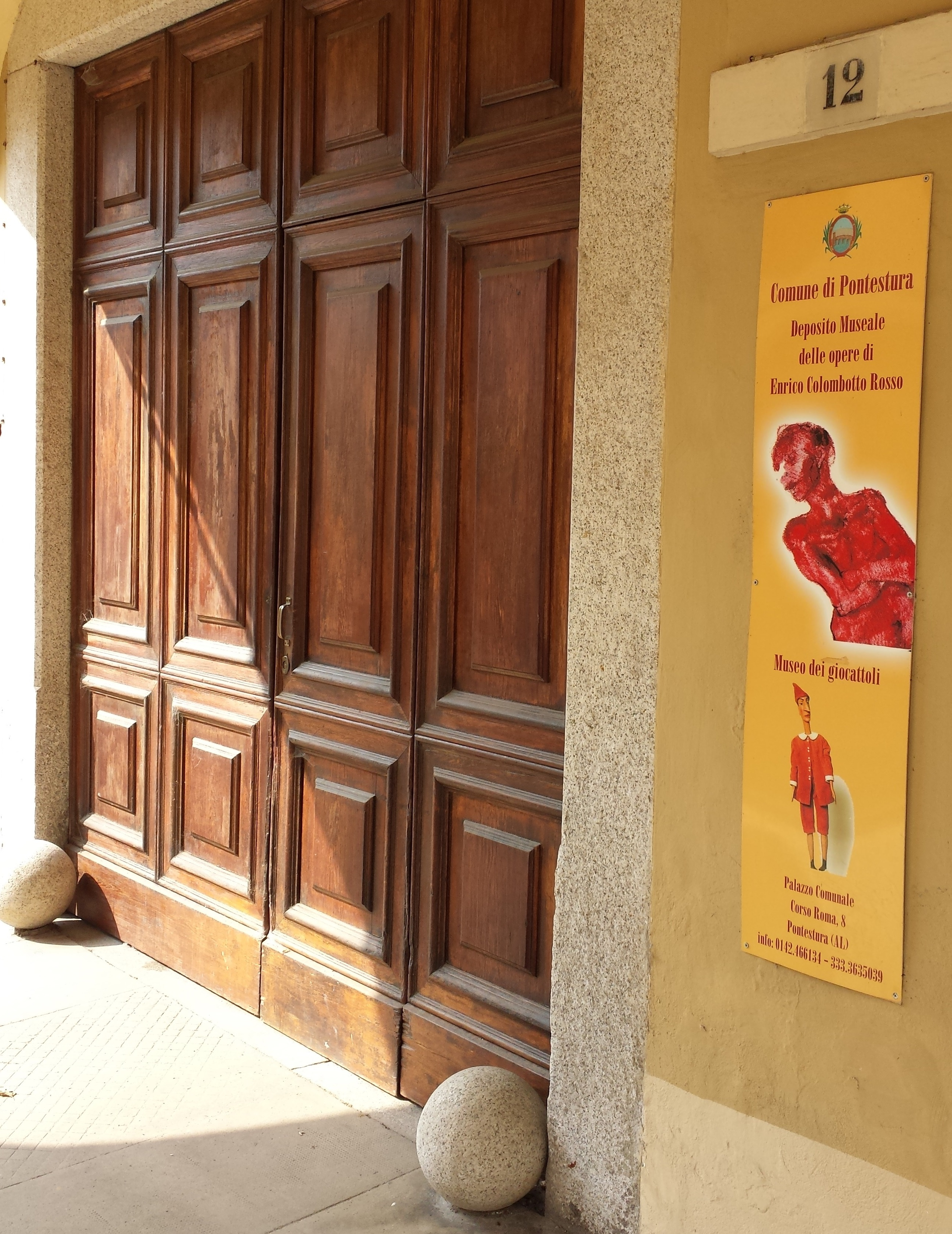
Il Deposito Museale delle Opere di Enrico Colombotto Rosso a Pontestura (AL).

### Liguria
- Pinacoteca Civica di Savona

### Piemonte
- Casa-Museo di Enrico Colombotto Rosso a Camino (AL)
- Deposito Museale di Pontestura (AL)
- Collezione Civica d'Arte di Palazzo Vittone a Pinerolo (TO)
- Collegiata di San Secondo di Asti

### Sicilia
- Museo Epicentro di Barcellona Pozzo di Gotto (ME)

### Valle d'Aosta
- Museo d'Arte moderna e contemporanea di Aosta

### Germania
- Panorama Museum di Bad Frankenhausen

## Mostre

### Mostre personali
- 1953
  - Museum of Arts, Providence (U.S.A.)
  - Galerie de l'Odèon, Parigi
  - Galleria dell'Obelisco, Roma
- 1954
  - Galleria Silvagni, Parigi
  - Galleria d'Arte del Grattacielo, Legnano (MI)
  - Galleria Bergamini, Milano
- 1955
  - Sagittarius Gallery, New York
  - Galerie de Seine, "Maison des Fous", Parigi
  - Galleria Montenapoleone, Milano
  - Galleria La Bussola, Torino
- 1956
  - Galleria dell'Obelisco, Roma
- 1957
  - Galleria Galatea, Torino
  - Galleria dell'Obelisco, Roma
- 1958
  - Galleria Galatea, Torino
- 1959
  - Galleria dell'Obelisco, Roma
- 1960
  - Galleria Galatea, Torino
  - Kongress fur die Freiheit der Kultur, Amburgo, Brema
  - Istituto Italiano di Cultura, Brema
- 1961
  - Galeria de Arte de la Caja de Ahorros Provincial, Alicante
  - Sala de Exposiciones de la Direcciòn General de Bellas Artes, Madrid
  - Galleria dell'Obelisco, Roma
  - Galleria Le Stagioni, Padova
- 1962
  - Galleria Galatea, Torino
  - Seven Arts Gallery, Londra
  - Istituto Italiano di Cultura, Amburgo
  - Una sala del Deposito Museale delle opere di Enrico Colombotto Rosso a Pontestura (AL).Istituto di Belle Arti, Madrid
- 1964
  - Galleria Botero, Torino
  - Galleria Ghittino, Vercelli
- 1965

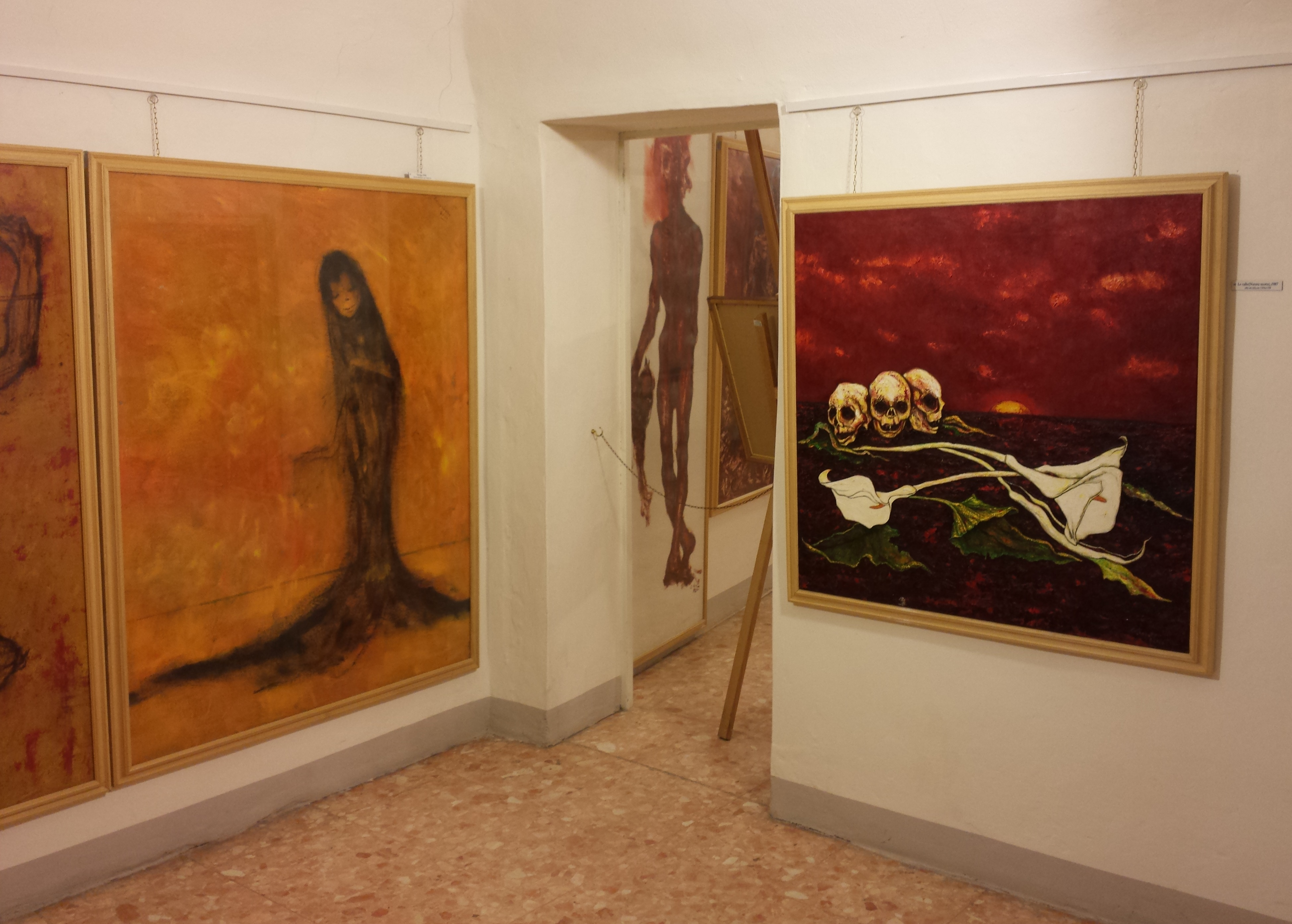
Una sala del Deposito Museale delle opere di Enrico Colombotto Rosso a Pontestura (AL).

  - Accademia Filarmonica, Casale Monferrato (AL)
  - Galleria Il Falò, Alba
- 1967
  - Galleria Galatea, Torino
  - Galleria d'Arte Davico, Torino
- 1968
  - Galleria Arte Nuova, Cuneo
  - Galleria Jolas-Galatea, Roma
- 1969
  - Galleria Tacchini, Vercelli
- 1971
  - Galleria Il Fauno Grafica, Storie di gatti, Torino
  - Galleria d'Arte Davico, Torino
- 1972
  - Galleria I Portici, Torino
- 1973
  - Galleria L'Areramica, Casale Monferrato (AL)
- 1975
  - Galleria d'Arte Davico, Torino
- 1976
  - Galleria La Parisina, Torino
  - Galleria d'Arte Acquario 3, Casale Monferrato (AL)
- 1977
  - Galleria d'arte Moderna La Giostra, Asti
- 1978
  - Galleria d'Arte Floriana, Fossano
  - Galleria d'Arte Davico, Torino
- 1980
  - Galleria Alessandro Roele, Zurigo
- 1989
  - Torre del Lebbroso, Mostra Antologica, Aosta
- 1990
  - Galleria Cecilia Piazza, Torino
  - Galleria d'Arte Davico, Torino
- 1991
  - Chiesa della Confraternita dei Battuti Bianchi, Carignano (TO)
  - Bottega d'Arte, Carrù (CN)
- 1998
  - Chiesa della Misericordia, Immagini di una Via Crucis, Casale Monferrato (AL)
- 1999
  - Sala Palazzo del Municipio, Camino (AL)
  - Il Triangolo Nero, Alessandria
- 2000
  - Sala Bolaffi, Mostra Antologica, Torino
  - Galleria Mayer, Alessandria
  - Sala Palazzo del Municipio, Camino (AL)
  - Collezione Civica d'Arte P. Vittone, Opere inedite, Pinerolo (TO)
- 2002

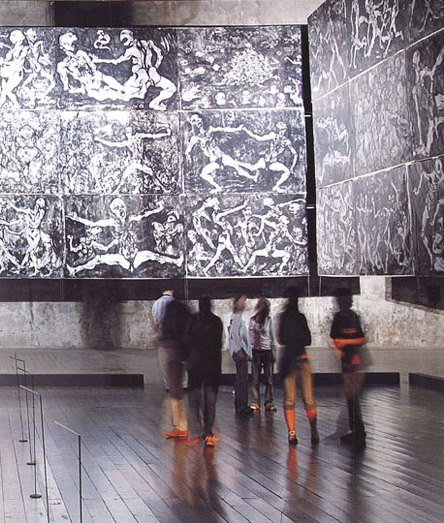
Alcune opere di Colombotto Rosso esposte al Teatro Sociale di Bergamo in occasione della mostra del 2005 Angeli e Diavoli.

  - Enrico Colombotto Rosso, Psychè - Rerum Simulacra, Galleria d'Arte contemporanea di Palazzo Guasco, Alessandria[25]Alcune opere di Colombotto Rosso esposte al Teatro Sociale di Bergamo in occasione della mostra del 2005 Angeli e Diavoli.
- 2003
  - Enrico Colombotto Rosso, Die Elixiere des Teufels, Panorama Museum, Bad Frankenhausen (Germania)[26]
  - Enrico Colombotto Rosso e Camillo Francia, Gli inganni di Curzio Gonzaga, Archivio di Stato, Mantova[27]
- 2004
  - Enrico Colombotto Rosso - L'uomo delle farfalle, ex chiesa di San Giuseppe, Asti[28]
- 2005
  - Angeli e Diavoli - Teatro Sociale, Bergamo[29]
- 2006
  - Enrico Colombotto Rosso - Les Larmes d'Eros, Human-Made Design, Torino[30]
- 2007
  - Enrico Colombotto Rosso. Ceramista svelato, Pinacoteca Civica, Savona[31]
- 2009
  - Le bugie di Enrico Colombotto Rosso - Museo del parco di Pinocchio, Collodi Pescia (PT)[32]
- 2013
  - Il mondo fantastico e inquietante di Enrico Colombotto Rosso, Castello del Monferrato, Casale Monferrato (AL)[33]
- 2014
  - Enrico Colombotto Rosso, SB Art, Torino[34]
- 2015
  - Metamorfosi, il corpo e l'anima tra bene e male, Deposito Museale, Pontestura (AL)[35]
- 2016
  - Rosso Egizio, Dialogo iconografico fra Colombotto Rosso e l'antico Egitto, Deposito Museale, Pontestura (AL)[36]
  - Enrico Colombotto Rosso, Macabro Visionario Moderatamente Antico, 28/10 Art Gallery, Alessandria[37]
- 2022
- Enrico Colombotto Rosso. Il genio visionario, Collezione Civica d'Arte di Palazzo Vittone a Pinerolo (TO)

## Come soggetto nelle opere degli altri
- Il pittore "pop-dada" Marco Silombria, figura di spicco dell'arte omosessuale italiana, realizzò un ritratto di Enrico Colombotto Rosso.[38]
- La pittrice e grande amica Leonor Fini realizzò un ritratto olio su tela di Enrico Colombotto Rosso.
- Nel 1955 il famoso artista Umberto Mastroianni fece una scultura in bronzo raffigurante il viso di Enrico Colombotto Rosso. Quest'opera è esposta al Deposito museale di Pontestura (AL).